# 俺たち最高 (曲)
「俺たち最高」（おれたちさいこう）は、日本の歌手である沢田研二の73枚目のシングルである。
2006年4月21日にJULIE LABELより発売された。

## 解説
- アルバム『俺たち最高』との同時発売シングル。
- 作詞家の三木さつきは、沢田と共演歴のある舞台女優。

## 収録曲
1. 俺たち最高
  - 作詞：三木さつき／作曲：白井良明／編曲：白井良明
2. 涙のhappy new year
  - 作詞・作曲：沢田研二／編曲：白井良明